# Berkovski Prelogi
Berkovski Prelogi este o localitate din comuna Križevci, Slovenia, cu o populație de 38 de locuitori.